# Le Bois-l'Abbé
Ne doit pas être confondu avec Fort de Bois-l'Abbé.
Le quartier du Bois-l'Abbé est un grand ensemble à 76 % HLM situé à Champigny-sur-Marne et Chennevières-sur-Marne (Val-de-Marne).

## Histoire
Jusqu'à la fin des années 1950, s'y trouvait un morceau de forêt un peu marécageux, autrefois propriété de l’abbaye de Saint-Maur. C’est dans les années 1960 que surgit d’un bloc ce nouveau morceau de ville. La hausse des prix de l'immobilier conduisent les bailleurs sociaux parisiens à investir ces terrains en proche banlieue sans l'accord des communes. Pour réagir à la crise du logement et mal-logement en bidonville ou lotissement vétuste, dénoncée par l’appel de l’abbé Pierre à l’hiver 1954, l’État planifie des grands ensembles en périphérie avec l’instauration des Zup puis des Zac. À la fin des années 1950, Champigny-sur-Marne accueille le plus gros bidonville de France, au niveau du Plateau, peuplé de près de 15 000 immigrés portugais.
Le 26 avril 1965, un permis de construire est délivré par le délégué général du district de la Région parisienne pour la construction d'un grand ensemble. À cheval sur deux communes, il comprend la construction de 2 707 logements et 45 chambres aux deux-tiers sur Champigny et la construction de 1 012 logements et 258 chambres à un tiers sur Chennevières, ainsi que plusieurs équipements publics et commerciaux. Tous les immeubles sont bâtis en béton. Le Bois-l’Abbé voit le jour en 1968 grâce aux architectes-urbanistes Henry-Charles Delacroix, François Delage, Noël Le Maresquier et Clément Tambuté. En 1971, la densité de logements à l'hectare est de 90 pour Champigny et 38 pour Chennevières. Au milieu du quartier domine la tour Rodin ; haute de 93 mètres et de 29 étages, elle accueille 226 logements.
Ensemble d'habitat collectif géographiquement marqué, il tranche avec les quartiers pavillonnaires ; une coupure accentuée par l'avenue Boileau formant une véritable « ceinture » autour du quartier. À l'intérieur, de nombreuses voies sont en impasse et les espaces extérieurs sont faiblement valorisés. Les habitations du quartier sont réparties en 14 % de maisons et 86 % d'appartements.
Premier ensemble de logements sociaux de Champigny appartenant aux bailleurs Paris Habitat-OPH et Immobilière 3F, le Bois-l'Abbé représente 22 % du parc locatif social de Champigny, rassemble plus de 9 000 habitants, soit 12 % de la population communale (recensement de 1999). En 2013, le quartier compte plus de 12 000 habitants. Bien que présentant une certaine mixité sociale, le quartier est reste très modeste, avec environ 24 600 euros de revenu moyen par an et par ménage, soit 2 050 euros par mois. D'un âge moyen de 34 ans, la catégorie socio-professionnelle la plus représentée dans le quartier est celle des employés et ouvriers. Près de 81 % des ménages sont locataires de leur logement. Cependant, le taux de chômage est élevé, atteignant les 34 % contre 9,40 % de moyenne en France. En 2016, 7 817 habitants sont dénombrés uniquement pour la commune de Champigny, ce qui représente environ 10 % de la population totale de la ville.
Le quartier (côté Champigny) est divisé en 4 IRIS (Îlots Regroupés pour l'Information Statistique) qui représentent:
- Bois-l'Abbé 3 - 1 440 habitants
- Bois-l'Abbé 1 - 2 547 habitants
- Bois-l'Abbé 2 - 1 966 habitants
- Bois-l'Abbé 4 - 1 864 habitants

En 2018, le quartier compte au total 11 914 habitants, un chiffre stable par rapport à l'ancien recensement de 2013. Le taux de pauvreté (en 2018) atteint 35,2 % et le nombre de demandeurs d'emploi en catégorie 1 (en 2021) est de 1 589.
Des dysfonctionnements urbains et sociaux ont motivé son classement en zone urbaine sensible (ZUS) puis quartier prioritaire et en zone franche urbaine (ZFU).
En 2020, le quartier inaugure la première cabine de télémédecine créé par la star-up MEDADOM. Équipée de six appareils de mesure, l'appareil est à la disposition des habitants 7 jours sur 7, de 8 heures à 23 heures. « ONCONSULT », le projet pilote fondé notamment par Mahamadou Coulibaly, habitant emblématique du quartier, a pour objectif de développer des bornes de téléconsultation médicale dans les quartiers populaires et dans les déserts médicaux,.

### Travaux de réhabilitation

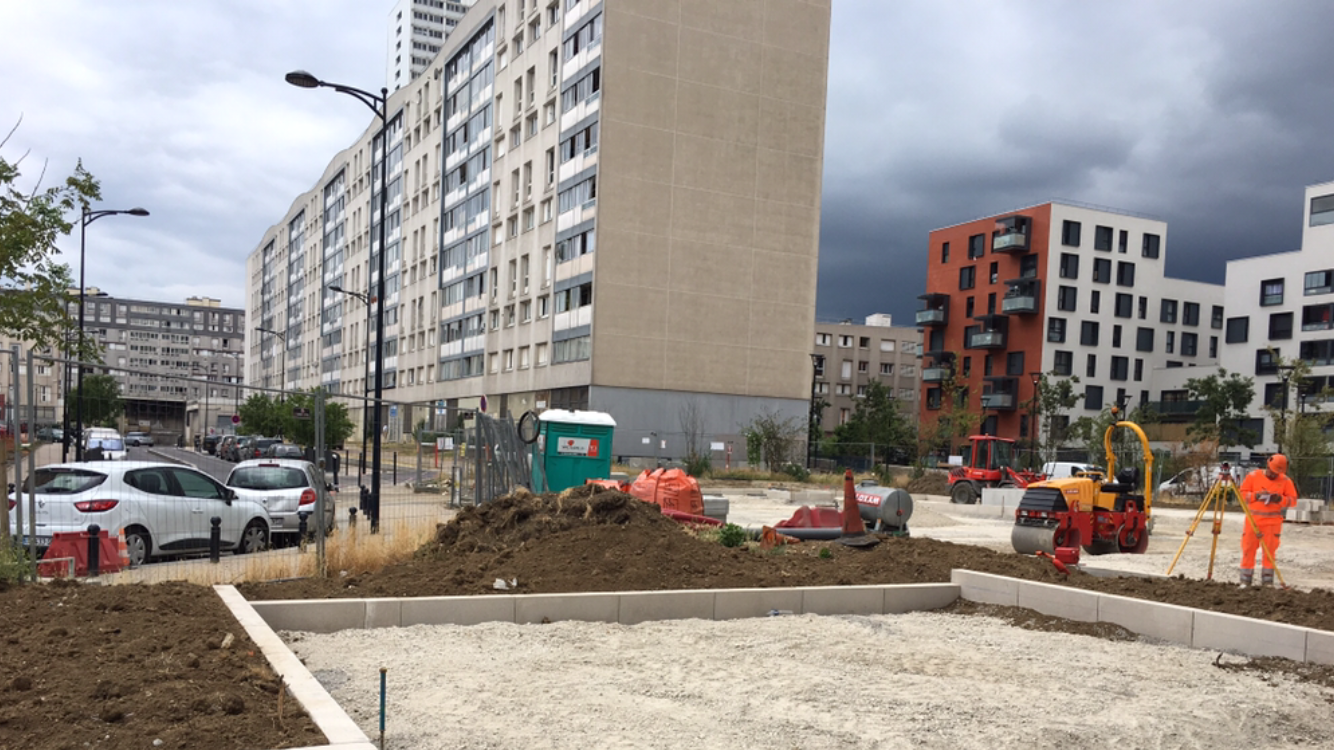
Création d'un parking au square Jean Goujon, juin 2017.

Très peuplé, le secteur véhicule une image peu attractive. Depuis le début des années 2000, le quartier bénéficie des deux programmes de rénovation urbaine (ANRU 1 et ANRU 2), approuvé et financé par l’Agence nationale pour la rénovation urbaine.
Les travaux incluent la réhabilitation des logements et aménager les espaces extérieurs, l'ouverture du quartier en créant de nouvelles façades, la construction des logements et une nouvelle entrée de quartier, le réaménagement des rues, la modernisation du réseau d'assainissement, la reconstruction des deux groupes scolaires, la construction d'une nouvelle poste et la refonte du centre commercial,.
Au total, le projet de réhabilitation du Bois-l'Abbé est chiffré à près de 450 millions d'euros, dont près de 270 millions d’euros uniquement pour Champigny. C'est le plus important chantier de rénovation urbaine dans le Val-de-Marne et le 3e en Île-de-France,.

#### ANRU 1
Dès 2006, les travaux débutent avec la réhabilitation de la place Rodin. D'une superficie de 12 000 m², la place était une esplanade vide sans réelle affectation. En mars 2009 est inaugurée la « Maison pour tous » (centre social) puis en décembre de la même année, trois équipements supplémentaires révèlent le nouveau visage de cette place reconfigurée, désormais requalifiée en cœur de quartier. Les travaux s'achèvent en mars 2011, le coût total de l’opération fut de 22 millions d’euros. L’Agence nationale pour la rénovation urbaine investira au total 48 millions d'euros en 2009.
En 2015 débute la démolition de la tour de seize étages située au 3, rue du Maine. L’opération de déconstruction a duré plus longtemps que prévu pour cause de désamiantage. Les travaux ont commencé par l’écrêtage des cinq niveaux supérieurs avant la démolition complète du bâtiment. La construction de logements en accession à la propriété est prévue à la place de l’ancienne tour,. Durant l'été, les travaux de voiries, assainissement, espaces verts et du futur square débutent à proximité de l'ancienne tour Delacroix.
Fin 2016, la dernière grande démolition du projet ANRU 1 débute. Il s'agit des numéros 3 et 5 Villa Poitou, une grande barre d’immeuble dont on retire le centre pour laisser place à une nouvelle avenue. Un porche est entièrement détruit afin d'ouvrir la place principale du Bois-l’Abbé. Ces aménagements permettent de désenclaver le quartier en l’ouvrant davantage sur le quartier de Cœuilly.

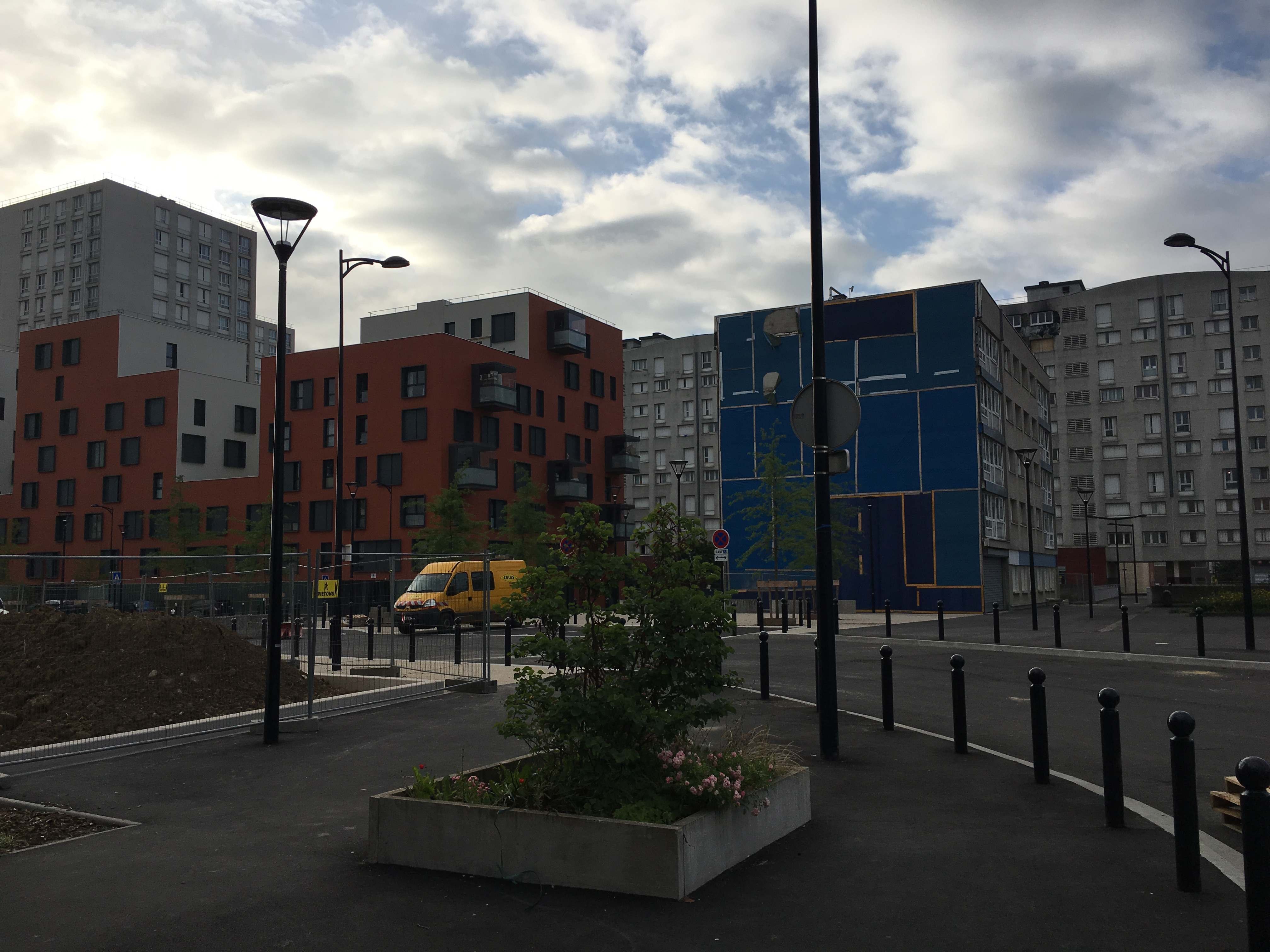
Nouvelle avenue après la destruction du porche afin d'ouvrir la place principale du Bois-l’Abbé, juin 2018.

Le 23 juin 2018, les aménagements (plantations, square, jeux pour enfants, équipements sportifs en libre accès...) du mail Carpeaux, qui fait partie de la première tranche du programme ANRU, a été inauguré par le maire Christian Fautré. La démolition de deux tours et du porche Poitou ont été nécessaires pour permettre toutes ces réalisations qui ont coûté 2,5 millions d’euros.
Au total, le projet ANRU 1 comprenant la démolition de 185 logements, la construction de 294 logements sur site, la réhabilitation de 909 logements, la résidentialisation de 619 logements et la démolition-reconstruction de l'école Anatole-France (6 936 m²). Pour les espaces publics et infrastructures, le coût du projet comprend notamment la démolition d’une partie de l’avenue Boileau et de la rue Carpeaux, le réaménagement de la rue Carpeaux avec un mail arboré, la création d’un square d’entrée de quartier et des liaisons piétonnes, et la requalification de la rue Goujon.

#### ANRU 2
D'autres démolitions suivront dans le programme de rénovation urbaine ANRU 2, comme le porche Matisse, situé juste à côté du commissariat. Une vidéo présentation prévisionnelle de la phase ANRU 2 du Bois-l'Abbé est dévoilé par le site internet de Champigny en octobre 2022. Ce second projet comprend notamment la création de nouveaux équipements publics pour le quartier:
- la construction d’un gymnase avec des équipements extérieurs en libre accès ;
- la relocalisation du groupe scolaire Solomon en entrée de quartier pour une meilleure ouverture vers la ville ;
- la réalisation d'une nouvelle médiathèque de proximité.

Côté Chennevières, les zones concernées par les travaux sont les suivants:
- secteur « La Colline »
- secteur « Armand Fey »
- secteur « Plaine Sportive »
- secteur « Des Villas »

## Un quartier de«reconquête républicaine»
Le quartier est classé depuis fin 2012 en zone de sécurité prioritaire, avec renforcement des effectifs de la police nationale. En effet, le quartier est la proie du trafic de stupéfiants « enraciné dans certains bâtiments de la cité, mené par des bandes structurées et bien organisées » et « les occupations de halls d’immeuble qui en découlent » ainsi que « des phénomènes de violences urbaines directement liés à ces comportements d’appropriation du territoire », ce qui a été identifié comme tel par le ministère de l'Intérieur du Gouvernement Jean-Marc Ayrault, permettant ainsi à ce territoire de bénéficier de policiers supplémentaires.
Dans le cadre du dispositif de police de sécurité du quotidien annoncé depuis le début de l’année 2018, notamment à la suite de nombreux affrontements entre bandes rivales,,, ou d’échauffourées avec les forces de l'ordre,,, Champigny fait partie des quinze premiers sites à expérimenter ce dispositif avec un renfort d’effectif, qui comprend 25 agents supplémentaires en service au commissariat du Bois-l’Abbé depuis la fin du mois de septembre. La circonscription de police passe ainsi de 135 à 160 agents. Cette nouvelle brigade est baptisée Brigade territoriale de contact (BTC), qui aura à la fois une mission d’intervention et de sécurisation mais aussi de contact avec les populations. Le 21 octobre 2018, la brigade a reçu la visite du ministre de l'Intérieur Christophe Castaner, dans le double contexte du tollé déclenché par la diffusion d'une vidéo montrant des agents se faire insulter par des jeunes du quartier voisin des Boullereaux.

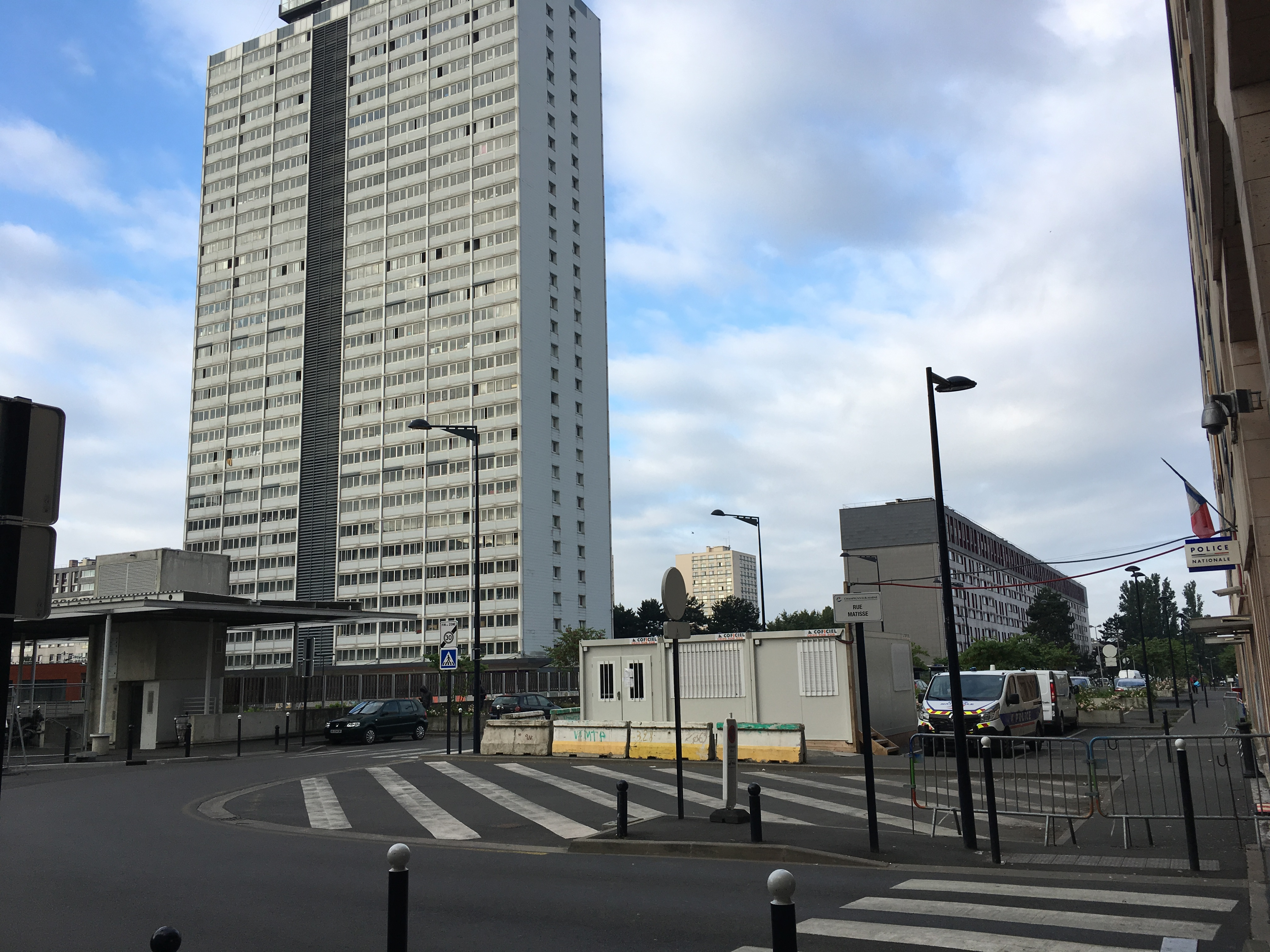
Le commissariat situé au cœur du quartier ayant fait l'objet de plusieurs attaques, photographié en juin 2018.

Le 10 octobre 2020 peu avant minuit, le commissariat du quartier est attaqué par une quarantaine d’individus armé de barres de fer et mortiers d'artifice. Les incidents ne causent aucun blessé, mais plusieurs véhicules de police sont dégradés ainsi que plusieurs vitres du bâtiment. Une attaque condamnée par la classe politique, notamment le ministre de l'Intérieur Gérald Darmanin ayant réagit sur Twitter. Quelques jours après, la préfecture annonce avoir placée en garde à vue un homme et deux adolescents originaires du quartier. À la suite des trois auditions, le mobile de l'attaque est toujours inconnu ; la thèse d'une vengeance après un accident de scooter impliquant un équipage de police dix jours plus tôt n'est pas confortée, les enquêteurs enquêtant notamment sur la thèse du clip de rap ayant dégénéré.
Le commissariat avait déjà été le théâtre de scènes identiques en 2018 et plus récemment en avril 2020, pendant le confinement lié à la pandémie de Covid-19, où un policier avait été blessé.

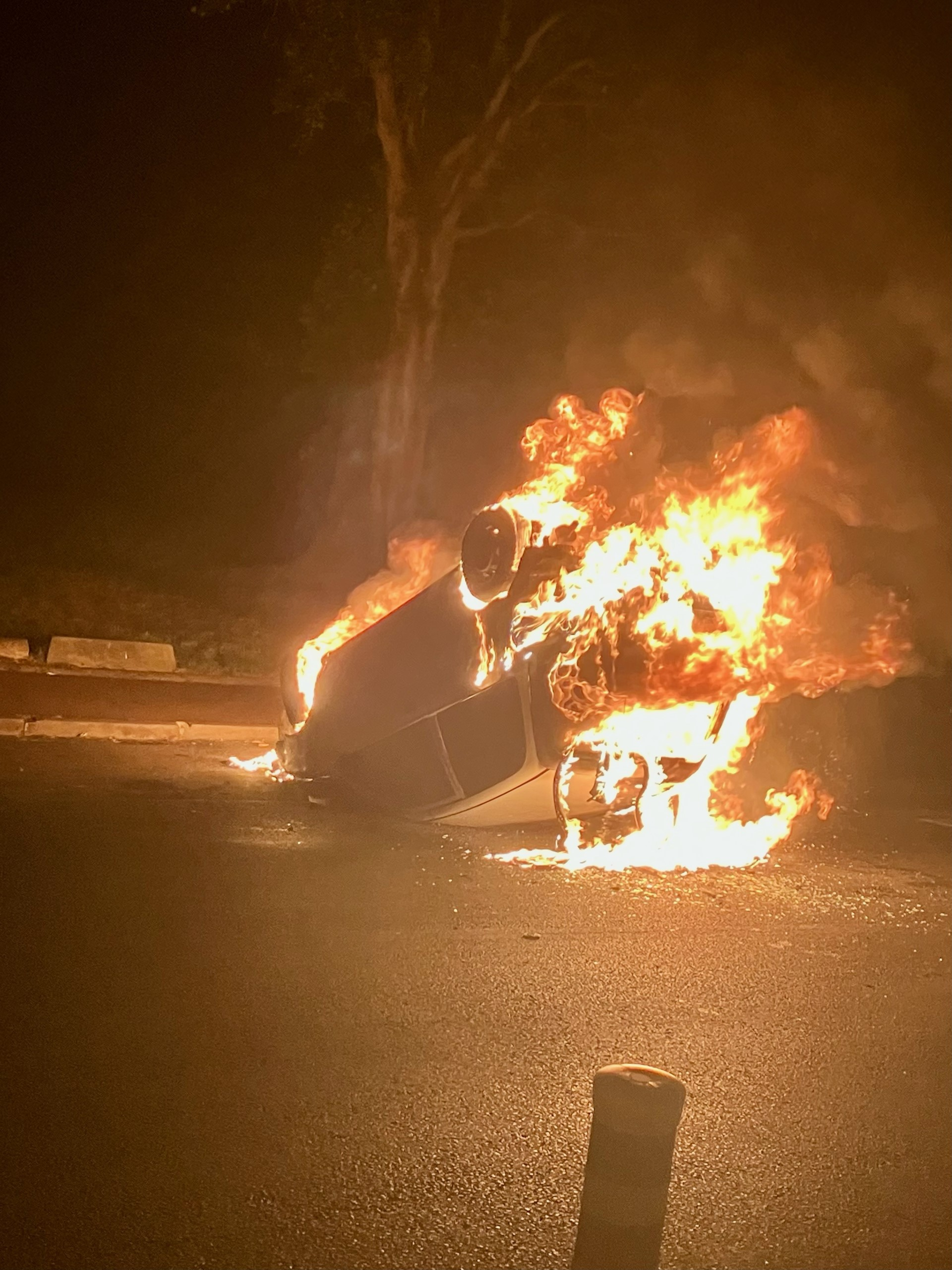
Voiture en flammes au Bois-l'Abbé dans la nuit du 30 juin 2023, lors des émeutes consécutives à la mort de Nahel Merzouk.

En juin et juillet 2023, le quartier est touché par des violences urbaines dans le cadre des émeutes consécutives à la mort de Nahel Merzouk le 27 juin. Des véhicules sont incendiés et le commissariat a nouvelle fois été attaqué. À la suite des événements, une trentaine de personnes membres d'une association de parents (« collectif des Papas debout ») n'hésitent pas à aller chaque nuit rencontrer des jeunes en colère pour tenter de les raisonner et leur faire cesser les violences.

## Personnalités liées au quartier
- L2B Gang, un groupe de hip-hop.
- 400 Hyènes, un groupe de hip-hop.
- Aliou Cissé, ancien footballeur international sénégalais, devenu ensuite entraîneur.
- Djamel Belmadi, ancien footballeur international franco-algérien, devenu ensuite entraîneur.
- Mahamadou Coulibaly, acteur.
- Rsko, rappeur et chanteur.
- Thierry Marx, chef cuisinier.

## Lieu de tournage

### Média
Durant l'été 2013, un épisode de la saison 2 de la série tv de Canal+ Les Lascars est tourné dans le quartier,. Une image prise pendant le tournage a été détournée sur les réseaux sociaux, partagée des milliers de fois sur Facebook pour critiquer à tort « l'intégration dans les quartiers ».
En août 2018, un casting est organisé pour Banlieusards, le premier long métrage de la réalisatrice Leïla Sy et du rappeur à succès Kery James, originaire d'Orly. Entre 200 et 300 personnes sont recherchées pour jouer dans le film, acteurs et figurants compris. Plus de 500 ont répondu à l’appel. Pour les sélectionnés, un second casting a été organisé (avec texte) début septembre. Le 24 septembre 2018, le tournage mobilisant une soixantaine d'habitants du quartier débute. Il durera environ cinq semaines. Le film sort sur la plateforme Netflix le 12 octobre 2019, il raconte l’histoire de trois frères issus du quartier sensible du Bois-l'Abbé. Quelques scènes tournées de la terrasse tout en haut de la tour Rodin permettent d'admirer de larges plans du Val-de-Marne et de la région parisienne.

En 2022, Kery James confirme une suite du film Banlieusards. Le 26 septembre 2022, le tournage de Banlieusards 2 débute officiellement. Leïla Sy et Kery James avaient organisé le casting en juillet 2022 à Champigny-sur-Marne et en Seine-Saint-Denis. La majeure partie du tournage a lieu (comme dans le premier opus) dans la cité du Bois-l'Abbé et est diffusé sur Netflix en septembre 2023.

### Musique
De nombreux clips de rap ou RnB ont été tournés dans le quartier, parmi les plus connus figure Sale Histoire de Maes, Cartel de Cali de L2B Gang,
, Il y en a de Mac Tyer, C’est cuit d'Aya Nakamura ou encore À qui la faute ? de Kery James ft. Orelsan.